# Bonifacio Smerzi
Bonifacio Smerzi (Verona, 3 gennaio 1909 – Caprino Veronese, 29 luglio 1988) è stato un calciatore italiano, di ruolo portiere.

## Carriera
Prodotto del vivaio veronese, fu acquistato giovanissimo dall'Ambrosiana dove lo chiamavano scherzosamente Smerzù. (all'anagrafe del Comune di Verona è registrato con il cognome Smerzù alla nascita). Esordì nella squadra nerazzurra il 30 settembre 1928 in Fiorentina - Ambrosiana 0-3. Fu per anni un'affidabile riserva, sia di Degani, sia di Ceresoli. Contribuì con 5 presenze alla vittoria del terzo scudetto ambrosianista. Giocò in maglia nerazzurra fino al 1933, collezionando complessivamente 41 presenze. In seguito fu portiere di Pro Patria, Brescia, Alfa Romeo di Milano, prima di concludere la carriera nel Meda.
Il figlio Silvio Smersy fu attaccante del Parma negli anni '60.

## Palmarès

### Club

#### Competizioni nazionali
- Campionato italiano: 1 
Inter: 1929-1930